# Uroleucon impatiensicolens
Uroleucon impatiensicolens är en insektsart som först beskrevs av Patch 1919.  Uroleucon impatiensicolens ingår i släktet Uroleucon och familjen långrörsbladlöss. Inga underarter finns listade i Catalogue of Life.